# Wysoka Kopa
Wysoka Kopa (německy Hinterberg) je nejvyšší hora Jizerských hor, nachází se ve Vysokém jizerském hřebeni v polské části hor, přibližně 4 km SV od česko-polské hranice. Patří mezi vrcholy Koruny hor Polska. Někdy bývá začleňována do masivu takzvané Zielone Kopy. Vrchol je odlesněný v důsledku vysokých imisí v 80. letech 20. století. Dnes pokrývají horu mladé smrčiny. Je tvořena ortorulou, což je hornina vzniklá přeměnou žulové vyvřeliny.

## Přístup
Vrchol je plochý a nevýrazný, označený pouze vrcholovým triangulačním bodem. Je přístupný po neznačené pěšině, vzdálené 0,5 km od červeně značené Hlavní sudetské magistrály (polsky Główny Szlak Sudecki), přecházející nejvyšší jizerský hřeben mezi městy Świeradów Zdrój a Szklarska Poręba. Z vrcholu je dobrý výhled na Krkonoše, Jizerské hory a do polského vnitrozemí. Přístupové cesty na vrchol jsou veřejnosti uzavřeny z důvodu ochrany tetřívka. Symbolický vrchol je na červené značené stezce.

## Okolí
V nevýrazném sedle mezi Przední Kopou a Wysokou Kopou leží ve výšce 1100 m n. m. nejvýše položené rašeliniště Jizerských hor, bohaté na poměrně neobvyklé druhy rostlinstva. Nalézají se zde i malá jezírka. Mezi Zlatými jámami a Wysokou Kopou leží další vrchoviště, které je také bohaté na vegetaci. Neroste zde kleč, nýbrž zakrslý smrkový, porost prorostlý suchopýrem pochvatým a suchopýrkem trsnatým. Na vrchovišti roste kromě šichy černé i vzácná šicha oboupohlavná, která v české části hor roste jen u Pytláckých kamenů.